# The Raven: Dziedzictwo mistrza złodziei
The Raven: Dziedzictwo mistrza złodziei – komputerowa gra przygodowa wyprodukowana przez KING Art Games. Premiera gry odbyła się 23 lipca 2013 na system Windows.

## Fabuła
Akcja gry rozgrywa się w kilku miastach Europy w latach 60. XX wieku. Tytułowym bohaterem gry jest „Kruk” – tajemniczy włamywacz rabujący drogocenne przedmioty, który grasuje po europejskich miastach. Pozostawianie na miejscach kradzieży piór kruka przyniosło protagoniście taki przydomek.
W trakcie gry gracz wciela się w dwie osoby: w tytułowego Kruka oraz jego antagonistę, detektywa Antona Jakoba Zellnera, który chce schwytać przestępcę.
Fabuła gry związana jest z wartościowym szafirem nazwanym Okiem Sfinksa oraz jego podróżą ze Szwajcarii do Egiptu.